# Ischia (municipi)
|  | Aquest article tracta sobre el municipi italià. Si cerqueu l'illa, vegeu «Ischia». |

Ischia és un comune italià situat a l'illa homònima, a la regió de Campània, al sud d'Itàlia. L'any 2017 tenia 20.017 habitants en una superfície de 8,14 km². Administrativament forma part de la Ciutat metropolitana de Nàpols.
És famosa pels seus banys termals a causa de la naturalesa volcànica de l’illa.